# Catedral de Plasencia

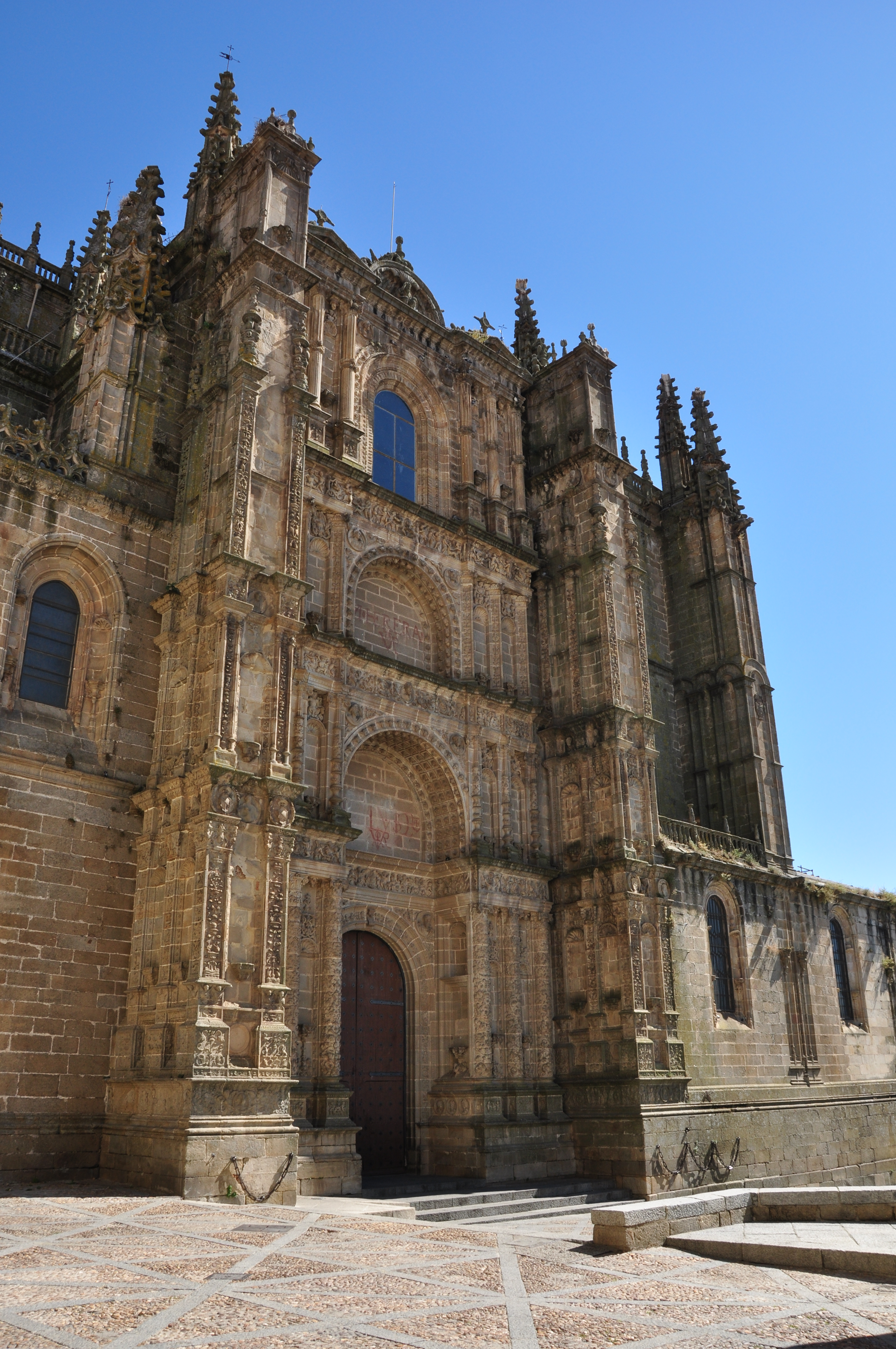
Fachada principal (en realidad, una vez terminada sería lateral) de la Catedral Nueva.

La catedral de Plasencia o catedral de Santa María es el nombre común que recibe la sede episcopal de la diócesis de Plasencia, una diócesis de la Iglesia católica que extiende su jurisdicción en partes de tres provincias del oeste de España. No es una catedral propiamente dicha en el sentido de un único templo religioso o iglesia de gran tamaño, sino un complejo de edificios religiosos, habitacionales, museístico-culturales y administrativos con varios siglos de historia, en torno a los cuales se desarrolla el centro de la vida diocesana.
Se ubica en la parte meridional del barrio de Intramuros de la ciudad de Plasencia, en la provincia de Cáceres. Se halla delimitada por el sur por la muralla medieval de la ciudad, que separa el complejo catedralicio de la avenida Calvo Sotelo. Desde esta avenida se puede acceder por unas escaleras al interior de la muralla a través de un pequeño acceso denominado "postigo de Santa María", entrada intermedia entre las puertas de Talavera y de Trujillo.
El complejo posee tres títulos de bien de interés cultural con diferentes rangos de protección. El edificio central catedralicio, formado por la Catedral Vieja y la Catedral Nueva, está declarado Monumento desde 1931. La muralla, sobre la que se ubican el citado postigo de Santa María, la terraza del "Enlosado" y parte del palacio episcopal adyacente, fue protegida en 1949 por un decreto que dio protección genérica a todas las fortificaciones históricas españolas. El resto del complejo quedó protegido en 1958, cuando se declaró conjunto histórico a la mitad occidental del barrio de Intramuros.

## Estructura

### Las dos catedrales
- Catedral Vieja o Iglesia de Santa María que presenta la originalidad de ofrecer dos edificios solapados arquitectónicamente y diferenciados en el tiempo y en el estilo. Actual Museo Catedralicio de Plasencia, es un edificio que constituye un ejemplo muy interesante de transición del románico al gótico y constituye una de los mayores valores arquitectónicos de la ciudad. Su construcción comenzó a principios del siglo XIII y las últimas aportaciones protogóticas se dieron en el siglo XV. Durante estos siglos las obras corrieron a cargo de maestros como Juan Francés, Juan Pérez o Diego Díaz. Cabe destacar la Torre del Melón, antigua Sala Capitular, que sigue el modelo de torres linterna del grupo de cimborrios leoneses.
- Catedral Nueva comenzada en el año 1498 y continuada a lo largo del siglo XVI dentro del estilo gótico-renacentista. Participan en su construcción de forma más o menos directa los principales arquitectos del citado siglo: Enrique Egas, Juan de Álava, Francisco de Colonia, Alonso de Covarrubias, Diego de Siloé y Rodrigo Gil de Hontañón. También lo hacen de forma muy activa toda una pléyade de canteros vecinos de la ciudad, destacando la familia de los González. Resultan objeto de especial interés, dentro del nuevo edificio catedralicio, el coro, que sigue la línea de las sillerías de coro españolas del siglo XV, donde se muestran los sitiales de los Reyes Católicos, y la Cátedra del Obispo, que son obra del tallista Rodrigo Alemán. El retablo mayor, tallado por el imaginero Gregorio Fernández y su escuela vallisoletana, con pinturas de los madrileños Francisco Rizi, Luis Fernández y Mateo Gallardo.